# BQ Гончих Псов
BQ Гончих Псов (лат. BQ Canum Venaticorum), HD 112859 — тройная звезда в созвездии Гончих Псов на расстоянии приблизительно 583 световых лет (около 179 парсек) от Солнца. Возраст звезды определён как около 0,3 млн лет.
Открыта проектом Hipparcos*.

## Характеристики
Первый компонент (HD 112859Aa) — оранжевый гигант, эруптивная переменная звезда типа RS Гончих Псов (RS) спектрального класса G6V:, или G8III-IVp, или K0III, или K0III-IV, или K0. Визуальная звёздная величина звезды — от +8,07m до +7,98m. Масса — около 0,612 солнечной, радиус — около 7,4 солнечного, светимость — около 15,953 солнечной. Эффективная температура — около 4950 K.
Второй компонент (HD 112859Ab) — жёлто-белая звезда спектрального класса F5V. Масса — около 1,3 солнечной, радиус — около 1,3 солнечного. Орбитальный период — около 18,5 суток.
Третий компонент (HD 112859B). Визуальная звёздная величина звезды — +11,36m. Удалён на 1 угловую секунду.

## Планетная система
В 2019 году учёными, анализирующими данные проектов Hipparcos и Gaia, у звезды обнаружена планета HIP 63368 b.